# Fransenfruchtvampir

Verbreitungsgebiet des Fransenfruchtvampirs

Der Fransenfruchtvampir (Artibeus fimbriatus) ist eine im östlichen Südamerika verbreitete Fledermaus in der Familie der Blattnasen. Die Art zählt zur Untergattung Artibeus. Sie ähnelt dem Großen Fruchtvampir (Artibeus lituratus) und wurde öfter mit diesem verwechselt.

## Merkmale
Erwachsene Exemplare besitzen eine Gesamtlänge von 80 bis 113 mm, inklusive eines 13 bis 21 mm langen Schwanzes sowie ein Gewicht von 45 bis 71 g. Die Länge der Ohren beträgt 21 bis 25 mm. Auf der Oberseite ist aschgraues Fell mit brauner Tönung vorhanden und das Fell der Unterseite ist leicht heller. Weiße Haarspitzen ähneln oberseits Raureif. Im dunkleren Gesicht befinden sich zwei undeutliche, senkrechte und weißliche Striche. Die Ohren sind fast schwarz.
Das schwärzliche Nasenblatt hat eine hufeisenförmige Grundform, die mit der Oberlippe leicht vereint ist und einen speerförmigen Aufsatz. Die Flügel haben hauptsächlich eine schwarze Farbe. Sie sind zwischen dem zweiten und dritten Finger durchscheinend und an den Fingerspitzen weiß. Die Zahnformel lautet I 2/2, C 1/1, P 2/2, M 2/3, was 30 Zähne im Gebiss ergibt.

## Verbreitung und Lebensweise
Diese Fledermaus lebt im östlichen Brasilien, östlichen Paraguay und nordöstlichen Argentinien (Provinz Misiones). Sie hält sich in Wäldern auf und frisst vorwiegend Früchte.
Der Fransenfruchtvampir ruht in Höhlen, Baumhöhlen, selten genutzten Gebäuden und Tunneln. Am Ruheplatz bilden sich Kolonien mit bis zu 60 Mitgliedern, die 45 Minuten vor oder nach dem Sonnenuntergang aufbrechen. Die Nahrung stammt meist aus Honigbüschen, Feigenbäumen, Arten der Gattung Vassobia (Nachtschattengewächse), Nachtschatten oder Pfeffer. Weibchen gebären pro Wurf ein Jungtier. Die Geburt erfolgt im Bundesstaat Rio de Janeiro in der Regenzeit und weiter südlich zwischen September und Februar, wenn die Tage länger sind.

## Gefährdung
Regional können sich Waldrodungen negativ auswirken. Die IUCN schätzt die Gesamtpopulation als stabil ein und listet die Art als nicht gefährdet (least concern).